# Rudyard
Rudyard  è un nome proprio di persona inglese maschile.

## Origine e diffusione

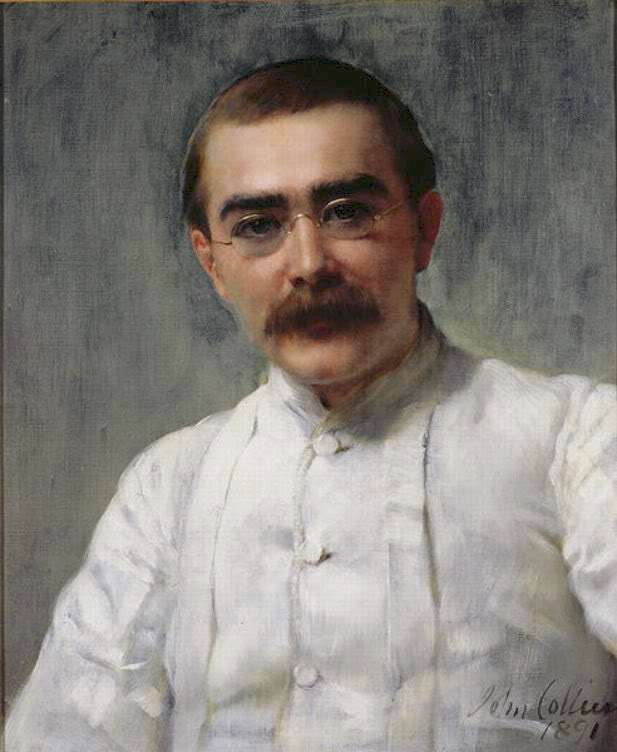
Rudyard Kipling in un dipinto di John Collier

Nome di scarsa diffusione, è tuttavia molto noto per essere stato portato da Rudyard Kipling, lo scrittore de Il libro della giungla; il nome di Kipling riprendeva quello del lago Rudyard, nello Staffordshire, il cui toponimo significa "cortile rosso" in inglese antico.

## Onomastico
Il nome è adespota, cioè non è portato da alcun santo. L'onomastico quindi si festeggia il giorno di Ognissanti, che è il 1º novembre.

## Persone
- Rudyard Kipling, scrittore e poeta britannico